# Molza (Łukta)
Molza (deutsch Moldsen) ist ein Ort in der polnischen Woiwodschaft Ermland-Masuren. Er gehört zur Gmina Łukta (Landgemeinde Locken) im Powiat Ostródzki (Kreis Osterode in Ostpreußen).

## Geographische Lage
Molza westlich des Flüsschens Locke (polnisch Łupka) liegt im Westen der Woiwodschaft Ermland-Masuren, zwölf Kilometer nordöstlich der Kreisstadt Ostróda (deutsch Osterode in Ostpreußen).

## Geschichte
Das einstige Moldszen wurde 1410 erstmals urkundlich erwähnt. Von 1874 bis 1945 war das Dorf in den Amtsbezirk Locken (polnisch Łukta) im Kreis Osterode in Ostpreußen eingegliedert.
Im Jahre 1910 waren 308 Einwohner in Moldsen gemeldet. Ihre Zahl belief sich 1933 auf 302 und 1939 auf 270. Die Einwohner 1939 lebten in 74 Haushalten. 160 Einwohner waren in der Land- und Forstwirtschaft, 65 in Industrie und Handwerk sowie drei in Handel und Verkehr beschäftigt.
In Kriegsfolge kam Moldsen 1945 mit dem gesamten südlichen Ostpreußen zu Polen. Das Dorf erhielt die polnische Namensform „Molza“ und ist heute mit dem Sitz eines Schulzenamts (polnisch Sołectwo) eine Ortschaft im Verbund der Landgemeinde Łukta (Locken) im Powiat Ostródzki (Kreis Osterode in Ostpreußen), bis 1998 der Woiwodschaft Olsztyn, seither der Woiwodschaft Ermland-Masuren mit Sitz in Olsztyn (Allenstein) zugehörig. Im Jahre 2011 zählte Molza 204 Einwohner.

## Kirche
Bis 1945 war Moldsen in die evangelische Kirche Locken in der Kirchenprovinz Ostpreußen der Kirche der Altpreußischen Union, außerdem in die römisch-katholische Kirche Hohenstein i. Ostpr. (polnisch Olsztynek) eingepfarrt. Heute gehört Molza evangelischerseits zur Kirche Łęguty (Langgut), einer Filialkirche von Ostróda (Osterode in Ostpreußen) in der Diözese Masuren der Evangelisch-Augsburgischen Kirche in Polen, sowie katholischerseits zur Kirche der Gottesmutter von Częstochowa Łukta im Erzbistum Ermland.

## Verkehr
Molza lieg an einer Nebenstraße, die südlich von Łukta von der Woiwodschaftsstraße 530 abzweigt und bis nach Plichta (Plichten) führt. Eine Anbindung an den Bahnverkehr besteht nicht.